# Clathria borealis
Clathria borealis är en svampdjursart som beskrevs av Hooper 1996. Clathria borealis ingår i släktet Clathria och familjen Microcionidae. Inga underarter finns listade i Catalogue of Life.